# 에곤 실레: 욕망이 그린 그림
《에곤 쉴레: 욕망이 그린 그림》(독일어: Egon Schiele: Tod und Mädchen)은 2016년 공개된 오스트리아와 룩셈부르크의 합작 영화이다. 디터 베르너가 감독한 영화로, 에곤 실레의 일생을 그린다.

## 출연

### 주연
- 노아 자베드라
- 발레리 파흐너

### 조연
- 마레지 리크너
- 라리사 에이미 브라이드바흐
- 마리 융
- 엘리자베스 움라우프트
- 코넬리우스 오보냐
- 토마스 슈베르트
- 다니엘 스트라서
- 뤽 페잇
- 파니 베르너

## 기타
- 라인프로듀서: 안드레 펫처
- 라인프로듀서: 고트립 팔렌도르프
- 사운드슈퍼바이저: 프랑수아 뒤몽
- 미술: 괴츠 바이드너
- 특수효과: 켄 핏츠케
- 특수효과: 루취 콘잘베스
- 특수효과: 파트릭 운게호이어
- 시각효과: 미하엘 샥
- 분장: 베아트리체 스테파니
- 의상: 울리 시몬
- 배역: 에바 로스